# دومو (مسلسل)
دومو (بالإنجليزية: Domo)‏ هو مسلسل رسوم متحركة تلفزيوني ياباني أمريكي للأطفال تم إنتاجه بواسطة نيكلوديون بالتعاون مع سنيو غودا وهيئة الإذاعة اليابانية. تتكون السلسلة من 26 حلقة مدتها دقيقتان تم بثها على نيكلوديون في الولايات المتحدة وعلى شبكات نيكلوديون دوليًا. كان أول مشروع أنمي للعلامة التجارية نيكلوديون والسلسلة الثانية بعد مسلسل كابا مايكي ليتم تصنيفها كبرنامج أصلي لشبكة نيكلوديون. وتم الإعلان عنها على أنها «مشروع إنتاج أنمي».

## روابط خارجية
- Netherlands site